# بزو ۱۷۲۸۵
سیارک ۱۷۲۸۵ (به انگلیسی: 17285 Bezout، نامگذاری:2000NU) هفده هزار و دویست و هشتاد و پنجمین سیارک کشف شده‌است که در ۳ ژوئیه ۲۰۰۰ کشف شد.
قدر مطلق سیارک برابر ۱۳٫۹۰ است.